# TwoSet Violin
TwoSet Violin (укр. Подвійна скрипка) — комедійний дует австралійських професійних класичних скрипалів Бретта Яна і Едді Чена. Ведуть музичний канал на платформі YouTube, який станом на 21 червня 2024 року вже має 4,32 мільйонів підписників і понад 1,6  мільярдів переглядів.

## Історія
Бретт Ян і Едді Чен вперше зустрілися на заняттях з математики, коли Бретту було 14, а Едді 13. Вони стали відомими як наймолодші члени молодіжного оркестру, а пізніше як студенти Квінслендської консерваторії в Брисбені, столиці австралійського штату Квінсленд.
У 2012 році Бретт дебютував в Квінслендській консерваторії з концертом для скрипки з оркестром, ре мажор, Op. 35 Петра Ілліча Чайковського. Він також виступав з багатьма іншими оркестрами, зокрема на австралійському саміті G-20 2014 року, де він зустрівся з кількома світовими лідерами, включно з 44-тим президентом Америки Бараком Обамою.
Едді був фіналістом Національної Премії молодих віртуозів 2014 року в Квінсленді, а також грав у складі Квінслендського симфонічного оркестру з 2011 року та Мельбурнського симфонічного оркестру з 2014 року.
У 2013 році дует почав розміщати відео з скрипічними каверами на популярну музику на їхньому каналі в Ютубі. В інтерв'ю для CutCommon Бретт сказав, що вони побачили відео скрипачів, кавери яких набирали мільйони переглядів. Як натреновані та професійні музиканти, вони вирішити також спробувати себе в цій сфері. Але незважаючи на технічні навики, їм бракувало багато інших умінь для того, щоб досягти успіху в цій галузі, до того ж це було їм не до душі. У своїх відео Бретт часто говорить про те, що попмузика не викликає в нього сильного захоплення. Невдача в цьому напрямку їх не спинила. Вони побачили кілька смішних відео скрипача Рея Чена на Facebook і це надихнуло їх на новий початок. Хлопці почали знімати кумедні відео про життя класичних музикантів і студентів консерваторії, що привело їх до шаленого успіху. У кінці 2016 Едді та Бретт звільнилися з роботи в Сіднейському та Квінслендському симфонічних оркестрах, щоб почати давати власні живі концерти.